# Großer Breitkäfer

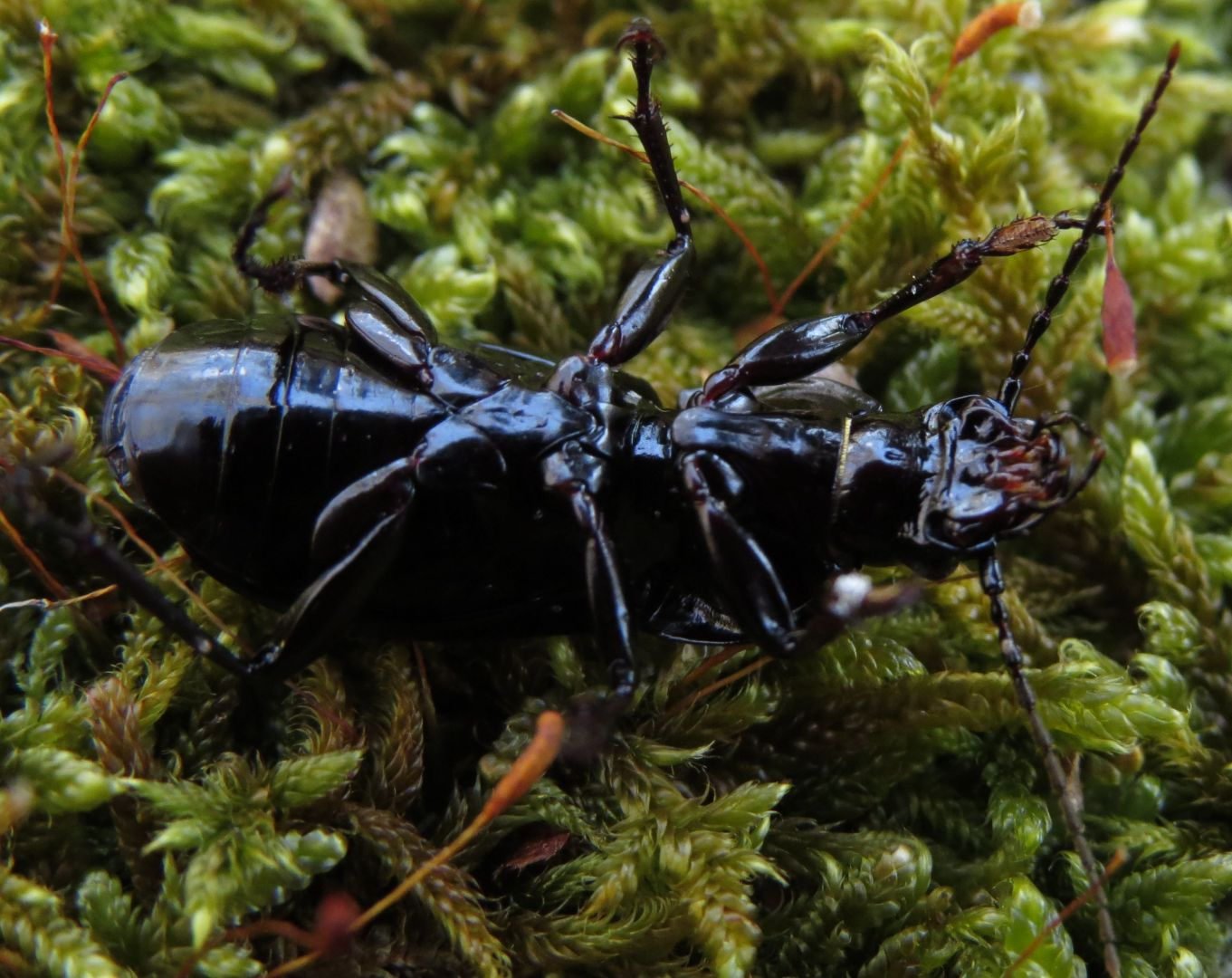
Abax parallelepipedus männliche Unterseite

Der Große Breitkäfer (Abax parallelepipedus, Syn. Abax ater) ist ein Käfer aus der Familie der Laufkäfer (Carabidae).

## Merkmale
Der Große Breitkäfer ist ein 16 bis 21 Millimeter großer, breiter, matt tiefschwarz gefärbter Laufkäfer. Seine Deckflügel sind längsgerillt. Auf dem Halsschild befinden sich an beiden Seiten von der Basis nach vorne verlaufend jeweils zwei längliche ungebogene Gruben, darüber hinaus in der Mitte eine Rinne. Der Halsschild wird nach vorn schmaler, an der Basis ist er nur ein wenig schmaler als die Deckflügel. Die Unterseite der letzten Tarsenglieder ist behaart.

## Vorkommen
Die Tiere kommen in Europa bis in den Süden Skandinaviens vor allem in feuchten Wäldern, auf Lichtungen und in Hecken im Bergvorland und in hohen Lagen bis etwa 2.000 Meter vor. Sie bevorzugen lehmigen oder kalkigen Boden und insbesondere Buchenwälder. Man findet sie von April bis September unter Moos, Steinen, Rinde von Totholz oder in morschen Baumstümpfen.

## Lebensweise
Die Imagines und auch ihre Larven ernähren sich räuberisch von Insekten und Schnecken. Die Weibchen umhüllen ihre Eier nach dem Legen mit einer Erdschicht. Die Larven kann man unter Steinen und in moderndem Holz finden. Die Larven überwintern, teilweise tun dies aber auch die Imagines.